# 百年シリーズ
『百年シリーズ』（ひゃくねんシリーズ、M&R series）は、森博嗣の小説シリーズである。スズキユカ作画で漫画化され、また、1作目の『女王の百年密室』と2作目の『迷宮百年の睡魔』がNHK-FM放送の『青春アドベンチャー』で両作品がラジオドラマ化された。

## 概要
作者の著作やホームページでは、主人公の名前に基づき「M&R series」と表記される場合もある。森博嗣の多くの作品と同じく推理小説的な要素はあるが、森博嗣の作品としては珍しくSF的なガジェットが登場し、２作目までは「ミチル」を主人公とする冒険譚となる。いわゆる「特殊設定ミステリー」のさきがけとして扱われることがある。２作目までの各章タイトルはすべて「～か」といった疑問系で統一されている。
幻冬舎にて２作目が刊行された当初、作者の公式ブログにて「３作目は東京が舞台で、一番面白い作品になる」と予告されていたが中止された。その後、 2003年に新潮社、2017年に講談社にてシリーズが刊行され、３作目は講談社のみでの発行となった。
２作目までは森博嗣の著作を読んだことがない初心者でも違和感なく読めるシリーズだが、作中では「すべてがFになる」「S&Mシリーズ」「Gシリーズ」「四季シリーズ」「Wシリーズ」等との関わりが示唆されており、森博嗣の著作集において特異なターニング・ポイントにあたるシリーズでもある。2008年12月31日、森博嗣は「最後のご挨拶」にて、百年シリーズの最終巻が森博嗣の長編小説最終作になる予定であるとしていた。漫画版１作目巻末では、森博嗣本人画のミチルとロイディのイラストが掲載されている。

## ストーリー
エネルギー技術の革新により都市国家のような形態の国が点在する世界。エンジニアリング・ライタのサエバ・ミチルとパートナのロイディは、異国の街へと取材へ出かけ、その度に不可解な事件に巻き込まれる。

## 主な登場人物
サエバ・ミチル
エンジニアリング・ライタ。日本人。片目は義眼。左利きだが、右手の方が少し大きく握力も強い。体が小さく十代にも見える。昔からあまり食べない方。また、寝るタイミングがよくわからず眠くなってしまう。運動能力は高い。
機転が利く優秀な頭脳を持つが、それ故に思考の一部が暴走する癖があり、感受性が強く繊細で不安定。勇敢とも無謀ともとれる行動に走りやすい。ロイディを人間と同じように扱い、事件の関係者に感情移入するなど、他者に対する情が深い。気分も考え方もすぐに変化すると本人は自己分析している。
独特のカリスマ性があり、会話をした相手に何らかのインパクトや影響を残すことが多い。メグツシュカ女王に真っ向から反論し、彼女を説得する事すらある。
平均的な人間に比べ生に対する執着が弱い。自己評価が低く自分を軽んじる傾向がある。凄惨な過去のトラウマにしばしば苦しめられている。
日本には両親が健在だが、両親は幼少期からミチルの知性を怖れ持て余しており、現在の関係は良くない。事件後は知人との関係を絶ち、アキラの仕事を引き継ぐ形で孤立した生活を送っている。２作目終盤、ミチルの頭脳に興味を持ったメグツシュカ女王からは、パトリシアという名のウォーカロンを贈られた。
ロイディ
ミチルのパートナでウォーカロン。最初は丁寧語だったが、ミチルに命令されくだけた口調で話しかけるようになる。
背が高くハンサム。旧式のため、走る事が苦手だったり、階段の昇降に手間取ったりと、運動性能はあまり良くない。天気はぴたりと言い当てる。
動作には充電を要する。補助的な発電装置を搭載しているため、長期間充電が出来なくてもスタンバイ状態を維持することが出来る。
ミチルとの対話により短期間で急速に知能が発達しており、メグツシュカ女王からは「変わったウォーカロン」として興味を持たれている。ロイディは構築された回路を自身の財産だと自負している。精神面に弱点のあるミチルにとっては、掛け替えのないパートナーとなっている。
クジ・アキラ
ミチルの元恋人。横浜で事件に巻き込まれ、作中ではすでに故人となっている。

## 設定
ウォーカロン
自律型のヒューマノイド。名前は「ウォーク・アローン(Walk Alone)」が由来であるような台詞が登場する。人間と遜色ない会話が可能で、見分けが付かないこともあるという。また制御ソフトの設定で酩酊状態にも出来る。
ロイディの動力源はバッテリーだが、「高炉」と呼ばれる原始的な動力源も存在するようである。
作者オリジナルの用語で、この作品が初出となるが、書籍として出版されたブログや土屋賢二との共著では、この用語を説明無しに使っている。
作者はこのネーミングについて「思いついたときに何作でも書けると思った」と述べている。作者は2015年に、ウォーカロンを主題とするWシリーズを刊行し、作中で『単独歩行者』という訳を当てている。
ミチルのゴーグル
ゴーグル型のヘッドマウントディスプレイ。地図やウォーカロンの見た映像を映し出したり、銃器の照準を表示することもできる。
正式名称は「ビジュアル・ブースター」で、それを略した「ヴィーブ」という言い方もあるようだが、一度しか出ていない。
防護服
ジャケットのような形をしており、エアバッグを内蔵しているなど、安全面にも注意が払われている。
銃器
上位機種には、自動照準や目標の記録、反動抑制などの高度な電子制御が施されている。
国家
国際関係などの詳細は不明だが、小規模な都市国家が珍しくないようである。また発電所を併設することで、ほぼ鎖国状態の国家も存在する。
エナジィ
エネルギーのこと。作中では主に電力の意味として使うことが多い。詳細は語られていないが、電力の供給を受けることが、供給先に所属する事と同意義のようである。
文化
現実の世界とさほど違いはないが、ミチルの文化圏では人種や性別も個人情報に含まれるため、それらを問うことは好ましくないようである。またスピーカーで音を鳴らしたり、紙媒体で本を読むのは既にクラシカルな方式になっている。
言語
登場人物は主に英語で会話している。また若干の方言も存在する。

## 各巻あらすじ
女王の百年密室
西暦2113年。原野を彷徨っていたミチルとロイディは、不思議な老人に導かれ、森の中に聳え立つ宮殿へと辿り着く。周囲を高い壁で囲まれたそこは、外界から完全に隔離された小都市ルナティック・シティだった。ミチルたち理想郷とも言えるこの都市の社会システムと、その奇妙な深部に足を踏み入れていく事になる。
やがてミチルの脳裏を過ぎる残酷な光景。「死」という概念の消失したルナティック・シティ。物語はミチルの凄惨な過去とリンクし、そのベールを解き明かしていく。
迷宮百年の睡魔
ミチルとロイディは、一夜にして森が消え周囲が海になったというイル・サン・ジャックという島を訪れる。これまでマスコミをシャットアウトしていた島が何故ミチルを迎え入れたのか？女王メグツシュカの真意とは？そして、ミチルたちが島を訪れた夜、殺人事件が発生する。
赤目姫の潮解
黒い髪白い肌の赤目姫、緑目王子、紫王と、彼らが見る人形世界…。奔放なイメージで構築された異色の哲学的幻想小説。

## 書籍情報

### 単行本
- 女王の百年密室 God Save the Queen
  - 2000年7月、幻冬舎、ISBN 4-344-00009-9
  - 2001年12月、幻冬舎ノベルス、ISBN 4-344-00905-3
  - 2003年6月、幻冬舎文庫、ISBN 4-344-40376-2
  - 2004年2月、新潮文庫、ISBN 978-4-10-139432-9
  - 2017年1月、講談社文庫、ISBN 978-4-06-293583-8

- 迷宮百年の睡魔 Labyrinth in Arm of Morpheus
  - 2003年6月、新潮社、ISBN 4-10-461001-1
  - 2004年3月、幻冬舎ノベルス、ISBN 4-344-00917-7
  - 2005年6月、新潮文庫、ISBN 978-4-10-139433-6
  - 2017年2月、講談社文庫、ISBN 978-4-06-293607-1

- 赤目姫の潮解 Lady Scarlet Eyes and Her Deliquescence
  - 2013年7月、講談社、ISBN 978-4-06-218470-0
  - 2017年2月、講談社文庫、ISBN 978-4-06-293443-5

### 漫画
- 女王の百年密室 God Save the Queen
  - 2001年12月、バーズコミックス、ISBN 4-344-80003-6 - 画：スズキユカ
  - 2007年6月、幻冬舎コミックス漫画文庫、ISBN 978-4-344-81029-7 - 画：スズキユカ

- 迷宮百年の睡魔 Labyrinth in Arm of Morpheus
  - 2005年5月、バーズコミックス、ISBN 4-344-80559-3 - 画：スズキユカ
  - 2007年9月、幻冬舎コミックス漫画文庫、ISBN 978-4-344-81112-6 - 画：スズキユカ

- 赤目姫の潮解 Lady Scarlet Eyes and Her Deliquescence
  - 2018年3月、バーズコミックス、ISBN 4-344-84191-3 - 画：スズキユカ

## その他

### ラジオドラマ
- 女王の百年密室 God Save the Queen
  - 2003年2月17日 - 28日 放送
  - NHK-FM放送 青春アドベンチャー
  - サエバ・ミチル - 高山みなみ
  - ロイディ - 高戸靖広
  - デボウ・スホ - 島本須美

- 迷宮百年の睡魔 Labyrinth in Arm of Morpheus
  - 2005年7月18日 - 29日 放送
  - NHK-FM放送 青春アドベンチャー
  - サエバ・ミチル - 高山みなみ
  - ロイディ - 高戸靖広
  - メグツシュカ - 島本須美
  - シャルル・ドリィ - 草尾毅
  - クラウド・ライツ - 青野武

## 関連シリーズ
- S&Mシリーズ
- Vシリーズ
- 四季シリーズ
- Gシリーズ
- Wシリーズ